# 도곡중학교 (서울)
도곡중학교(道谷中學校)는 대한민국 서울특별시 강남구 도곡동에 있는 공립 중학교이다.

## 학교 연혁
- 1990년 11월 21일 : 도곡중학교 설립인가(12학급)
- 1991년 3월 1일 : 초대 이우범 교장 취임
- 1991년 4월 23일 : 개교식
- 1994년 2월 14일 : 제1회 졸업식(602명)
- 2014년 3월 1일 : 자유학기제 연계한 중1 진로탐색 집중이수제 연구학교 운영(~2015.02.28)
- 2021년 3월 1일 : 제12대 박명숙 교장 취임
- 2021년 3월 2일 : 제31회 입학식(252명)
- 2023년 1월 4일 : 제30회 졸업식(297명) 총 9,459명

## 참고 자료
- 도곡중학교 - 한국교육학술정보원 학교알리미